# Yukon Arctic Ultra
La Yukon Arctic Ultra è una serie di gare no-stop in più giorni disputate nello Yukon, con partenza dalla città di Whitehorse, annualmente alla fine di febbraio.

## Descrizione
La maratona è analoga alla Yukon Quest, un'altra corsa effettuata con i cani da slitta. Essa si sviluppa per 100, 300 o 430 miglia; quella più lunga si può effettuare secondo una delle tre discipline previste: mountain biking, sci di fondo o a piedi. La Yukon Artic Ultra vuole essere la gara più estrema al mondo, ove le temperature possono scendere fino a -50 °C più l'effetto del vento. La gara fu fondata nel 2003 e si è tenuta ogni anno tranne che nel 2010.
Sebbene gli organizzatori forniscano guide per il percorso, c'è un rischio reale di congelamento e amputazioni.